# Quicker'n a Wink
Quicker'n a Wink é um filme de drama em curta-metragem estadunidense de 1940 dirigido e escrito por George Sidney e Buddy Adler. Venceu o Oscar de melhor curta-metragem em live-action: 1 bobina na edição de 1941.

## Elenco
- Clarence Curtis
- Harold E. Edgerton
- Tex Harris
- Charles Lacey
- June Preisser
- Pete Smith